# Маричини езера
Маричините езера (или Маришки езера) са група от четири езера, разположени стъпалообразно в Маричинския циркус, оформил се между върховете Близнаците (Голям и Малък, 2779 m и 2777 m) на запад, Маришки чал (2765 m) на юг и Манчо (2771 m) на югоизток. Намират се на височина от 2508 m до 2301 m и дават началото на река Тиха Марица, която заедно с река Права Марица (дясна съставяща) образуват същинската река Марица. Две от езерата (второто и третото) са постоянни, а останалите две през лятото пресъхват.
- Първото, най-високо езеро в групата, е разположено в малък циркус в северното подножие на връх Маришки чал, на 2508 m н.в. То е с непостоянни размери и лятно време пресъхва.
- Второто Маричино езеро е разположено на 300 m североизточно от първото, на 2374 m н.в. и на 42°09′41″ с. ш. 23°35′46″ и. д. / 42.161389° с. ш. 23.596111° и. д.. То е най-голямото в групата, с размери 240 на 140 m. Има площ 22 дка и дълбочина 11 m. В южния му ъгъл се влива малък поток, идващ от Горното езеро, който през лятото пресъхва, а от северния му ъгъл изтича река Тиха Марица.
- Третото езеро е разположено на 130 m северно от второто, двете са отделени едно от друго с напречен моренен вал. Намира се на 2367 m н.в. и на 42°09′52″ с. ш. 23°35′46″ и. д. / 42.164444° с. ш. 23.596111° и. д. Има триъгълна форма, площ от 11 дка и дълбочина 5 m. В южния му ъгъл се влива река Тиха Марица, която изтича от северния му ъгъл.
- Четвъртото езеро е разположено на 800 m североизточно от третото, на 2301 m н.в. През него също протича река Тиха Марица, а през лятото то пресъхва.

Районът около езерата се характеризира със суровата си високопланинска природа – глациални форми, планински климат, високопланинска растителност от иглолистна гора, клек и пасища. Обитава се от диви кози и мечки. Този район е обявен за природен резерват (Маричини езера) през 1951 г. и е с площ от 1500 хектара.

## Други
На Маричините езера е наречена улица в квартал „Дървеница“ в София (Карта).